# Zzzang Tumb
Zzzang Tumb, var en svensk funk/new wave-grupp bildad i Stockholm 1980. Bandet leddes av låtskrivaren och basisten Latte Kronlund och bestod i övrigt av Mikael Trolin (sång) under artistnamnet Michael Baghera Redstripe, Irma och Idde Schultz (sång och keyboards), Göran Klintberg (artistnamn Spökryttaren) på trummor, Iodine Jupiter ("talad rock'n'roll") och Mats Burman (gitarr). Gruppen spelade en blandning av new wave, pop och funk. Namnet kom från ett poem av den italienske futuristen Filippo Tommaso Marinetti.
Bandet utmärkte sig genom att blanda influenser från funk och disco med avantgardistiska experiment och en visuellt utmanande liveshow. De fick kontrakt med Stranded Rekords (som även hade artister som Lustans Lakejer, Reeperbahn och Ratata) och gav ut singlar som "En gång till" och "Dans" samt albumet Zzzang Tumb (1983), producerat av John McGeoch.
Bandet lades ned 1984 men medlemmarna fortsatte i andra sammanhang. Kronlund spelade med Reeperbahn och flyttade senare till England där han hade framgångar tillsammans med sångerskan Alison Limerick. Irma och Idde Schulz har gjort solokarriärer jämte en mängd körande bakom andra artister, bland annat Docenterna. Iodine Jupiter fortsatte som soloartist och Trolin blev politiker i Folkpartiet. Burman samarbetade med Di Leva och Göran Klintberg bildade Thirteen Moons.

## Diskografi

### Samlingar
- 1982 - 37 Minuter i Stockholms City, Stranded Rekords

### Album
- 1983 - Zzzang Tumb, Stranded Rekords